# 銀河バリア
銀河バリア（ぎんがバリア：Galactic Barrier）とは、SFテレビドラマ『スタートレック』に登場する設定の一つで、銀河系を覆うように存在するエネルギー場。銀河系そのものをすっぽりと覆っており、宇宙艦などによる銀河系外縁の通過を妨げている。
また、この項目では類似した設定であるグレートバリアに関しても触れるものとする。

## 解説
銀河バリアは、ピンク色の光の帯として見え、その内部には様々な色をしたエネルギーの雲が激しく飛び交っている。バリアの内部では、宇宙艦のパワーとエンジンは停止状態になり、航行システムにもエラーが起きる。
様々な方法による銀河系外への探索が幾度も試みられたが、たいていの場合は銀河バリアによって宇宙艦に損傷を受けたり破壊されている。
また、何らかの精神的影響を及ぼすことも知られており、銀河バリアの近傍を探索した者のうちの数人には、精神感応能力や念動力を獲得したものもいる。
非公式の設定によると銀河バリアは、銀河内の宇宙艦を閉じ込めているのではなく、銀河外からの侵入者を排除するためのものであることが示唆されている。しかし、この銀河バリアが自然現象なのか何らかの手による現象なのかは定かではない。
銀河バリアが初めて言及されたのは、『宇宙大作戦』の第一話「光るめだま」（原題：Where No Man Has Gone Before）においてであり、その中では、二世紀も以前に不幸にも銀河バリアに遭遇してしまった宇宙艦ヴァリアント号と同様に、U.S.S.エンタープライズ号の搭乗員達は、バリアによる精神的影響を受けてしまう。
U.S.S.エンタープライズ号は第61話｢美と真実｣（原題:Is There in Truth No Beauty?）において再び銀河バリアと接触してしまい方向を見失うが、このときは異星人の驚異的な航行技術によって難を逃れる。

## グレートバリア
スタートレックの世界では、銀河系の中心部にはもう一つのバリアが存在しており、こちらはグレートバリアと呼ばれている。このバリアが物語で触れられるのは『スタートレックV 新たなる未知へ』（原題:Star Trek V: The Final Frontier）においてのみである。
グレートバリアの内部は青緑色の雷雲のような空間であり、雷のようなエネルギーが飛び交っており、進入した宇宙艦には計器異常が生じる。
また、グレートバリアは、銀河バリア同様突破することは不可能であると考えられていたが、進入を妨げているのは人間性の持つ未知のものに対する本質的な恐怖心であることが作中で明らかにされた。